# Severino Savi

Stemma di vicario generale

Monsignor Severino Savi (Sampierdarena, 11 novembre 1911 – Susa, 3 aprile 1997) è stato un presbitero italiano, noto soprattutto per le sue attività legate all'amministrazione della diocesi di Susa e per la vigorosa opera a favore della cultura e del patrimonio storico-artistico e religioso della Valle di Susa.

## Biografia
Severino Savi nacque a Sampierdarena l'11 novembre 1911. È stato un presbitero della diocesi di Susa distintosi per il suo fervore nel campo della cultura, che ne fece un precursore nel campo della difesa e della promozione dei beni culturali locali in provincia di Torino. Morì a Susa il 3 aprile 1997.

### L'attività nella diocesi di Susa
Nella diocesi di Susa, presso la quale aveva compiuto i suoi studi ed era stato ordinato, Severino Savi venne chiamato dal Vescovo Mons. Ugliengo il 16 giugno 1950 a svolgere il compito di Vicario Generale. Venne confermato dal Vescovo Giuseppe Garneri e quindi dal Vescovo Vittorio Bernardetto, portando avanti l'incarico fino al 19 aprile 1984. Per parecchi anni svolse l'incarico di rettore della chiesa della Madonna della Pace di Susa, ove ora trova sede il museo diocesano d'arte sacra, realizzato postumo a partire dalle idee di Severino Savi per la difesa e promozione dell'arte e in special modo dell'arte sacra.

### Impegno nell'Azione Cattolica
Presso l'Azione Cattolica della diocesi di Susa, Severino Savi svolse il suo servizio prima come Assistente ecclesiastico della Gioventù Maschile (1937-1958) e quindi Delegato Vescovile (1950-1971).

### L'insegnamento
Fu insegnante in Seminario a Susa e a Rivoli, insegnandovi anche Storia dell'Arte; professore all'istituto magistrale San Giuseppe ed al liceo-ginnasio di Susa. Insegnò lettere, scienze, storia, storia dell'arte e materie religiose.

## L'impegno a favore della cultura
L'amore per la cultura è il filo che riannoda tutta la vita di Severino Savi: «Mons. Savi è conosciuto nel mondo della cultura, in Valle e fuori, come studioso di Storia dell'Arte» sottolinea Natalino Bartolomasi. La passione per la cultura e la volontà di accreditare i propri studi presso il mondo accademico dell'Università di Torino, approfondendoli inoltre per dare opportunità maggiori di conoscenza ai propri studenti, lo spinsero, già presbitero e Vicario Generale, a iscriversi come studente presso l'Università. Portò a compimento gli studi nell'anno accademico 1957-1958 con la prof.sa Brizio, discutendo presso la facoltà di Storia dell'Arte una tesi allora sperimentale sull'architettura romanica della Valle di Susa, ampiamente documentata dal punto di vista fotografico, archivistico, bibliografico, che trent'anni dopo costituirà la base del suo testo La Cattedrale di San Giusto e le Chiese Romaniche della Diocesi di Susa, costituendo un vero Corpus dell'arte romanica in Valsusa. Per tutta la vita diede un prezioso e colto contributo giornalistico al settimanale diocesano La Valsusa.

### La fondazione di Segusium
Insieme con altri uomini di cultura della Valle di Susa, contribuì a fondare Segusium, Società di Ricerche e Studi Valsusini, per la promozione, difesa e valorizzazione della cultura e del patrimonio storico-architettonico locale. Fu presidente di questa organizzazione senza scopo di lucro dal 1964 al 1991. 

### Susa, 1972: precursore con la mostraArte Sacra in Valle di Susa
In occasione del Bicentenario della diocesi di Susa, nell'autunno del 1972 il suo talento visionario lo spinse a promuovere, con mezzi modesti, una mostra sull'arte sacra in Valle di Susa, accendendo un faro anche a livello accademico sui capolavori di storia dell'arte presenti in questo tratto di terra che unisce Italia e Francia. Una specie di «prova generale del Museo Diocesano che da molti veniva auspicato e che soltanto comprensibili difficoltà intrinseche non hanno permesso finora di realizzare». Riunì presso il salone del Seminario di Susa i pezzi più pregiati e caratteristici provenienti dalle Chiese e Abbazie della Valle di Susa, con l'assistenza scientifica di Guido Gentile per le sculture lignee, Noemi Gabrielli per i tessuti, Giovanni Romano per argenterie e pietre, Costanza Segre Montel per i codici miniati e l'aiuto della Commissione diocesana d'arte sacra, di Segusium e del Liceo Ginnasio Norberto Rosa.

### Torino, 1977: la mostraValle di Susa – Arte e Storia
Il favore incontrato dalla mostra del 1972 anche presso enti locali ed accademici, determinò la possibilità di replicarla riveduta ed raddoppiata come dimensioni nel 1977 presso la Galleria Civica d'Arte Moderna di Torino, tra il 12 marzo e l'8 maggio. Ottenne la collaborazione della diocesi di Susa, Città di Torino, Musei civici, Soprintendenza per i Beni Artistici e Storici del Piemonte, coinvolgendo inoltre Soprintendenza per i Beni Architettonici ed Ambientali, Soprintendenza per i Beni Archivistici, Archivio di Stato di Torino, Biblioteca Nazionale Universitaria di Torino e Biblioteca Reale di Torino, che tutti insieme curarono un prezioso catalogo.

## Pubblicazioni
- La Cattedrale di San Giusto e le chiese romaniche della Valle di Susa, Ed. Alzani, Pinerolo 1992

## Riconoscimenti
Ottenne la Cittadinanza onoraria di Susa il 19 luglio 1992, per la sua opera incessante per la difesa e valorizzazione del patrimonio storico-artistico valsusino.